# Bueu
Bueu ist eine galicische Gemeinde in der Provinz Pontevedra im Nordwesten Spaniens mit 11.837 Einwohnern (Stand: 2024).

## Geografie
Bueu gehört zusammen mit Cangas do Morrazo, Moaña und Marín zur Comarca von O Morrazo. Die Gemeinde befindet sich am nördlichen Rand der Halbinsel Morrazo am Atlantischen Ozean. Die Isla de Ons und ihr kleiner Archipel, Teil des Nationalpark Islas Atlánticas de Galicia, gehören administrativ zu Bueu.

## Geschichte
Es gibt Hinweise auf archäologische Funde, die aus der Altsteinzeit stammen. Die Kastelle auf der Insel Ons, Castrillon (Meiro), Bon (Beluso) und A Cividade sind alle aus der Bronzezeit. Danach folgen die römischen Siedlungen von Pescadoira und Meiro, mit den Altarsteinen, die der Straße von Lares gewidmet sind.

## Gemeindegliederung
Die Gemeinde Bueu ist in sechs Parroquias gegliedert:
| Parroquias    | Patrozinium         | Einwohner 2024 | Fläche km² | Dichte Einw./km² | Höhe msnm | Ortskennzahl |
| ------------- | ------------------- | -------------- | ---------- | ---------------- | --------- | ------------ |
| Beluso        | Santa María         | 2.671          | 9,33       | 286              | 73        | 36004010000  |
| Bueu          | San Martiño         | 3.330          | 0,35       | 9.514            | 5         | 36004020000  |
| Bueu          | San Martiño de Fóra | 3.968          | 6,61       | 600              | 5         | 36004030000  |
| Cela          | Santa María         | 1.827          | 6,66       | 274              | 138       | 36004040000  |
| Ermelo        | Santiago            | 68             | 3,27       | 21               | 365       | 36004050000  |
| A Illa de Ons | San Xoaquín         | 58             | 4,25       | 14               | 93        | 36004060000  |

## Wirtschaft
| Ackerbau, Viehzucht und Fischerei                                                  | 0446  | 010,02 |
| Industrie                                                                          | 0631  | 014,18 |
| Bauwirtschaft                                                                      | 0355  | 07,98  |
| Dienstleistungsbetriebe                                                            | 3.017 | 067,81 |
| Total                                                                              | 4.449 | 100,00 |
| * Daten aus dem Statistischen Amt für Wirtschaftliche Entwicklung in Galicien, IGE |       |        |

## Fotos

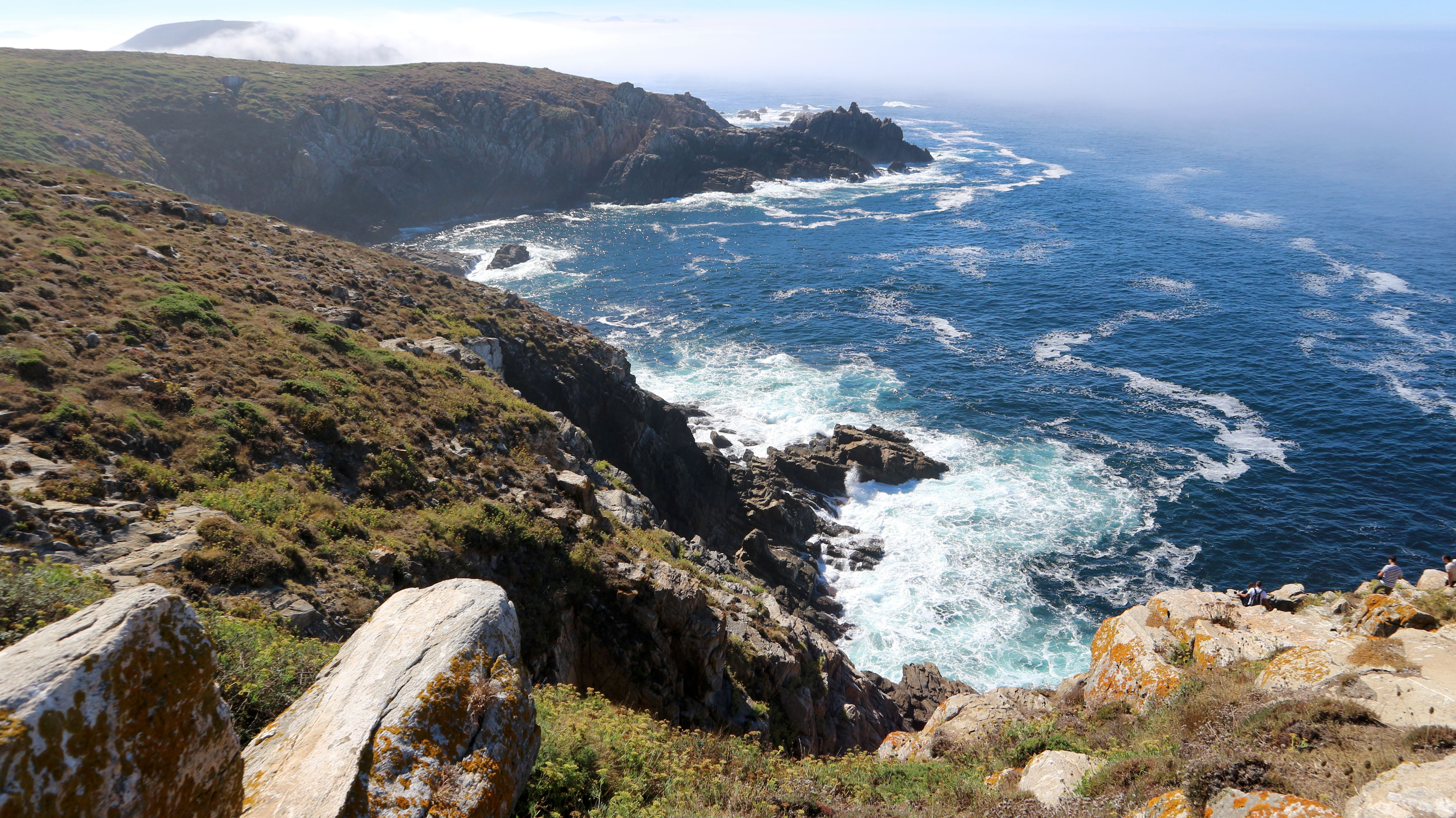
Isla de Ons
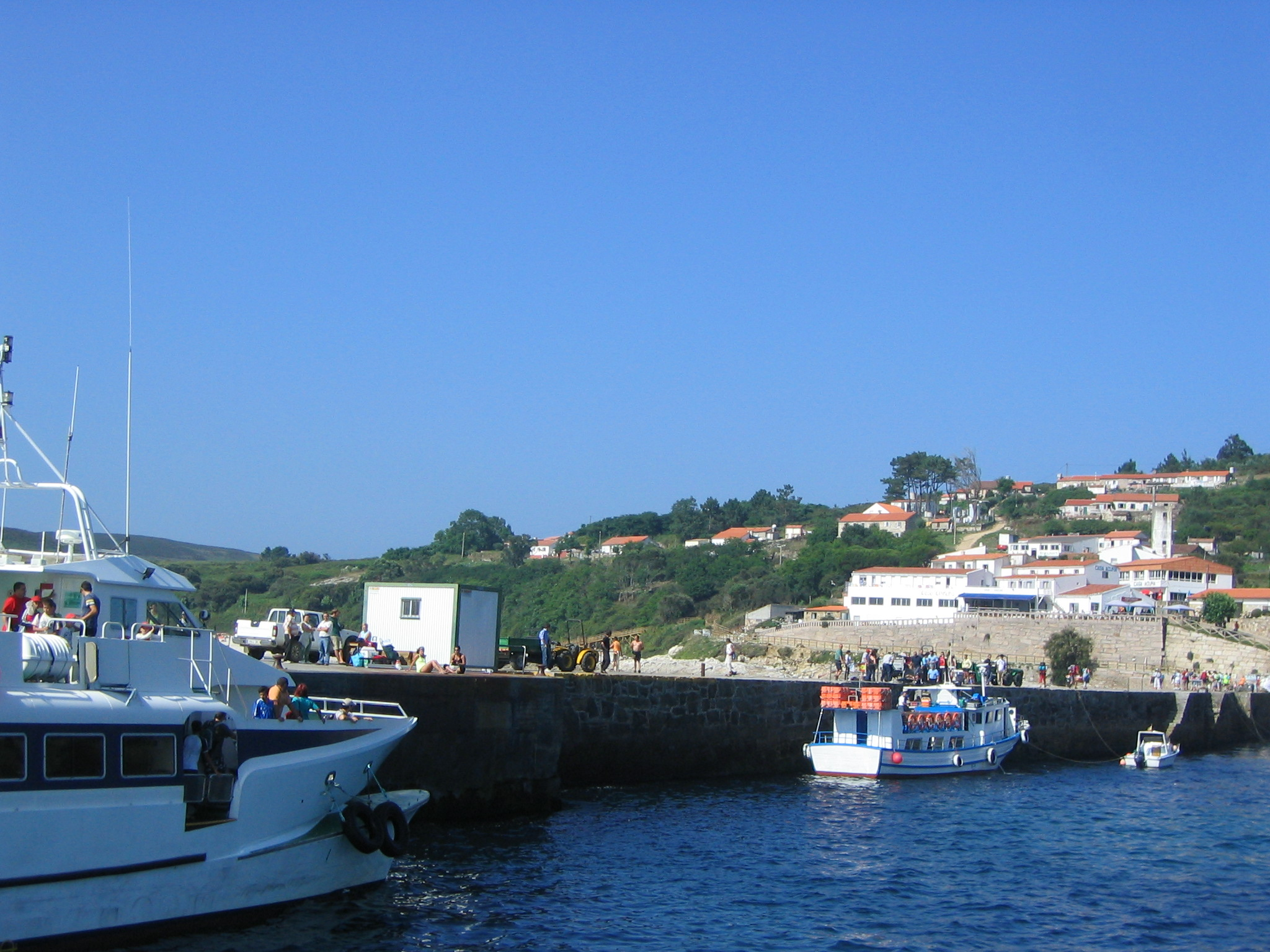
Isla de Ons
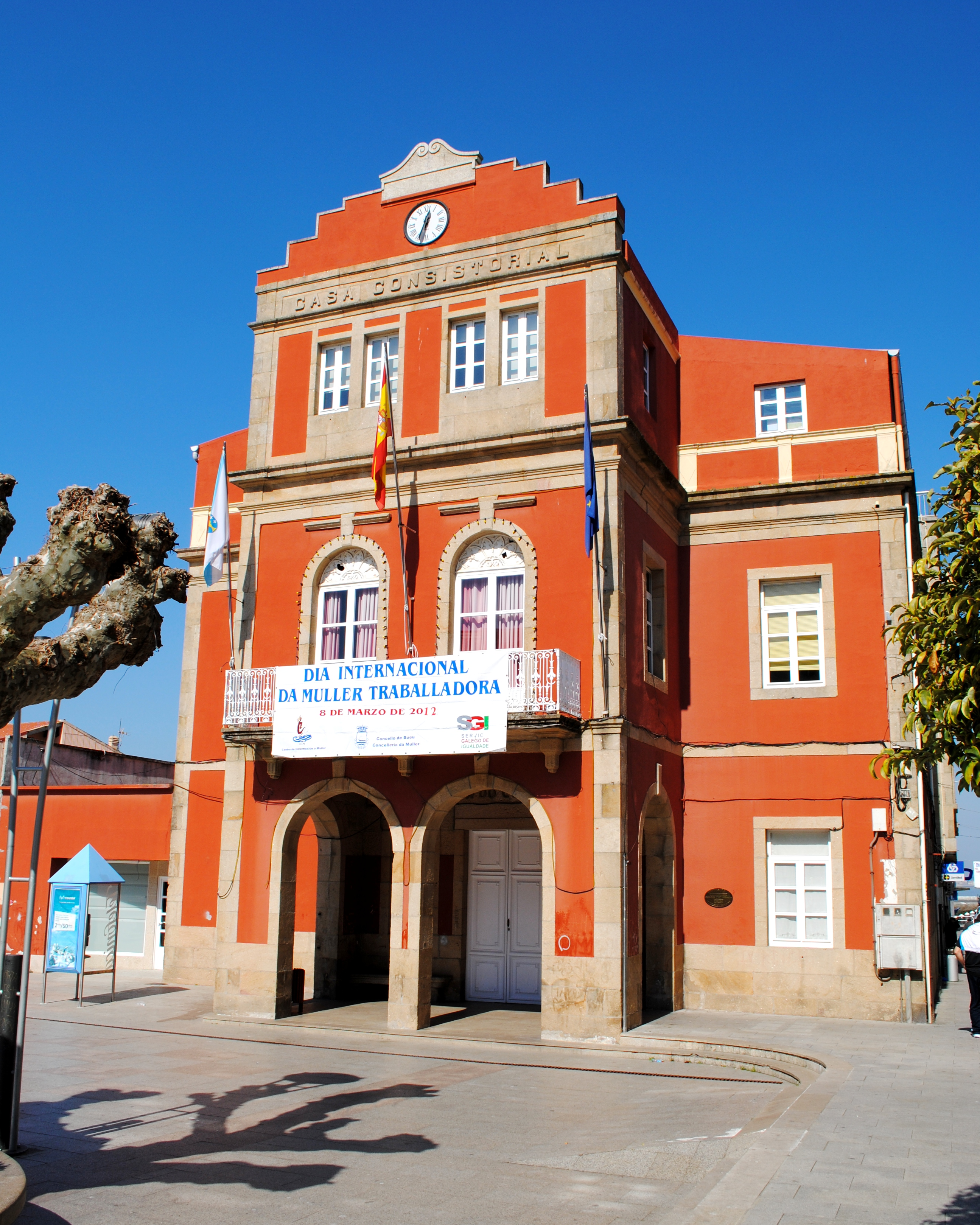
Stadthalle
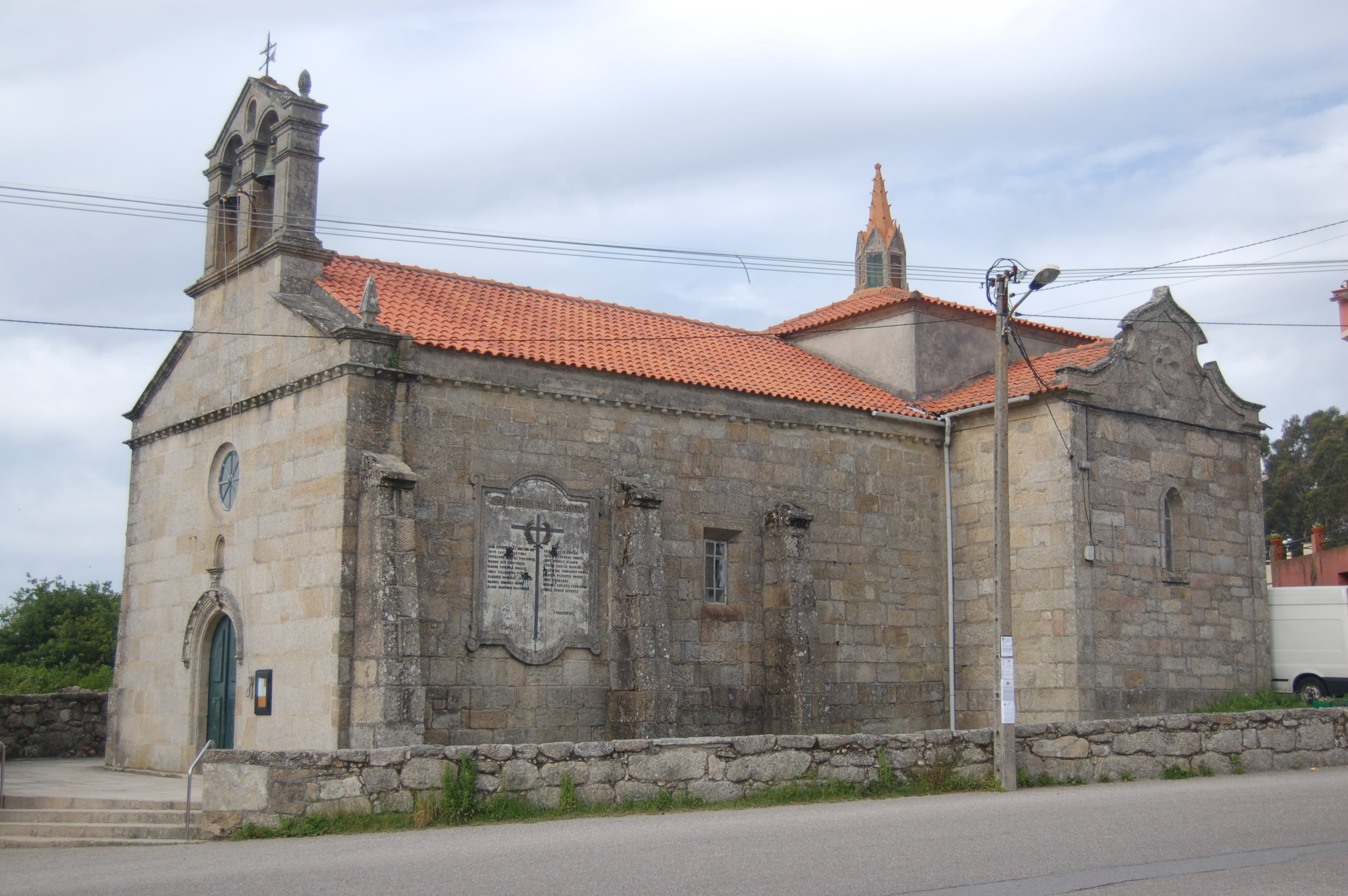
Iglesia de Santa María de Beluso
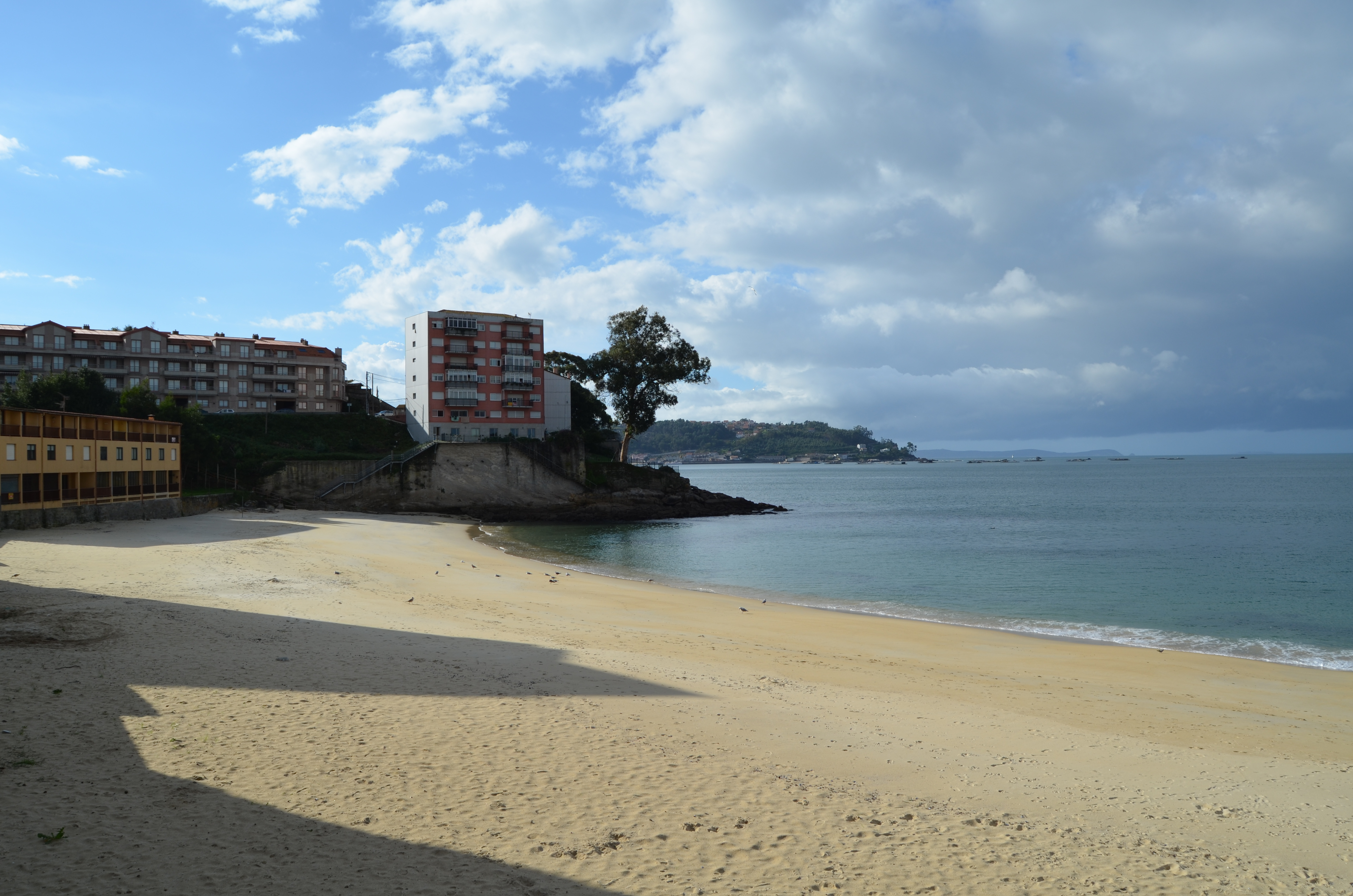
Playa de Loureiro